# 毡毛鼠李
毡毛鼠李（学名：Rhamnus velutina）为鼠李科鼠李属下的一个种。